# Onthophagus hyalcyon
Onthophagus hyalcyon là một loài bọ cánh cứng trong họ Bọ hung (Scarabaeidae).